# Paramunida salai
Paramunida salai is een tienpotigensoort uit de familie van de Munididae. De wetenschappelijke naam van de soort is voor het eerst geldig gepubliceerd in 2009 door Cabezas, Macpherson & Machordom.